# Amplificateur opérationnel
Vous lisez un « article de qualité » labellisé en 2007.
Pour les articles homonymes, voir Amplificateur.

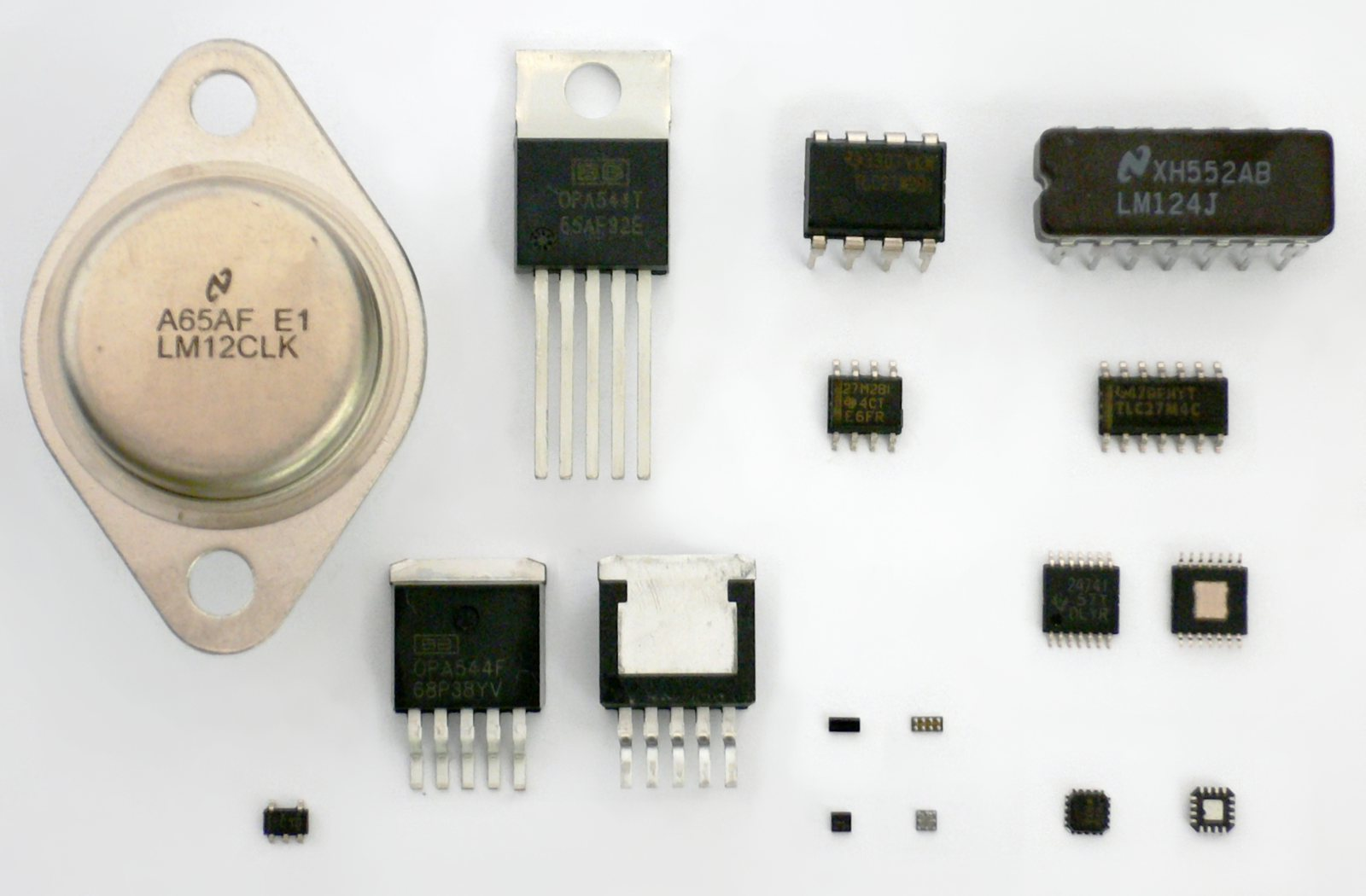
Différents modèles d'amplificateurs opérationnels.

La représentation schématique d'un amplificateur opérationnel varie suivant les normes ANSI/IEEE et IEC 60617-13.

Un amplificateur opérationnel (aussi dénommé  ampli-op ou ampli op, AO, AOP, ALI ou AIL) est un amplificateur différentiel à grand gain : c'est un amplificateur électronique qui amplifie fortement une différence de potentiel électrique présente à ses entrées. Initialement, les AOP ont été conçus pour effectuer des opérations mathématiques dans les calculateurs analogiques : ils permettaient d'implémenter facilement les opérations mathématiques de base comme l'addition, la soustraction, l'intégration, la dérivation et d'autres. Par la suite, l'amplificateur opérationnel est utilisé dans bien d'autres applications comme la commande de moteurs, la régulation de tension, les sources de courants ou encore les oscillateurs,,,.
Physiquement, un amplificateur opérationnel est constitué de transistors, de tubes électroniques ou de n'importe quels autres composants amplificateurs. On le trouve communément sous la forme de circuit intégré.
Le gain en tension très important d'un amplificateur opérationnel en boucle ouverte fait de lui un composant utilisé dans une grande variété d'applications. Certains amplificateurs opérationnels, de par leurs caractéristiques (temps de montée, faible distorsion harmonique, etc.), sont spécialisés dans l'amplification de certains types de signaux comme les signaux audio ou vidéo.

## Historique

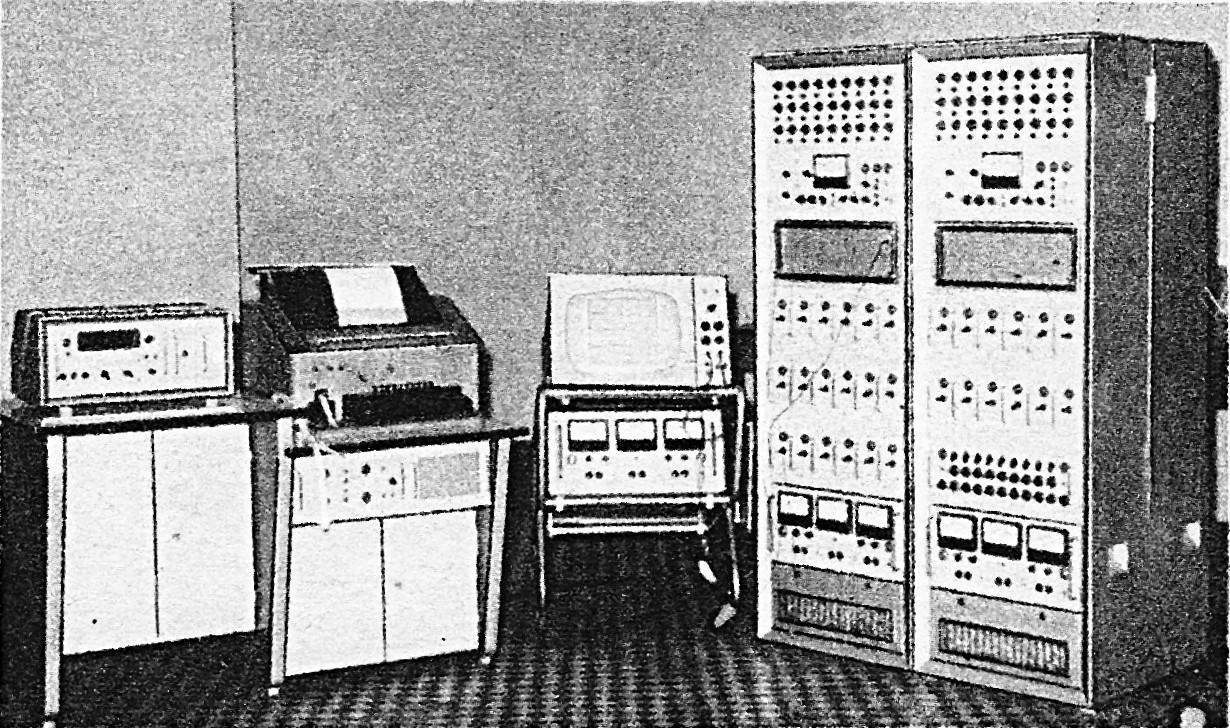
Le calculateur analogique ELWAT.

On doit le terme d'amplificateur opérationnel (Operational Amplifier en anglais) à John R. Ragazzini en 1947,. L'invention originale vient d'un de ses étudiants, Loebe Julie. Les amplificateurs opérationnels ont été initialement développés à l'ère des tubes électroniques, ils étaient alors utilisés dans les calculateurs analogiques. Actuellement, les amplificateurs opérationnels sont disponibles sous forme de circuits intégrés, bien que des versions sous forme de composants discrets soient utilisées pour des applications spécifiques.

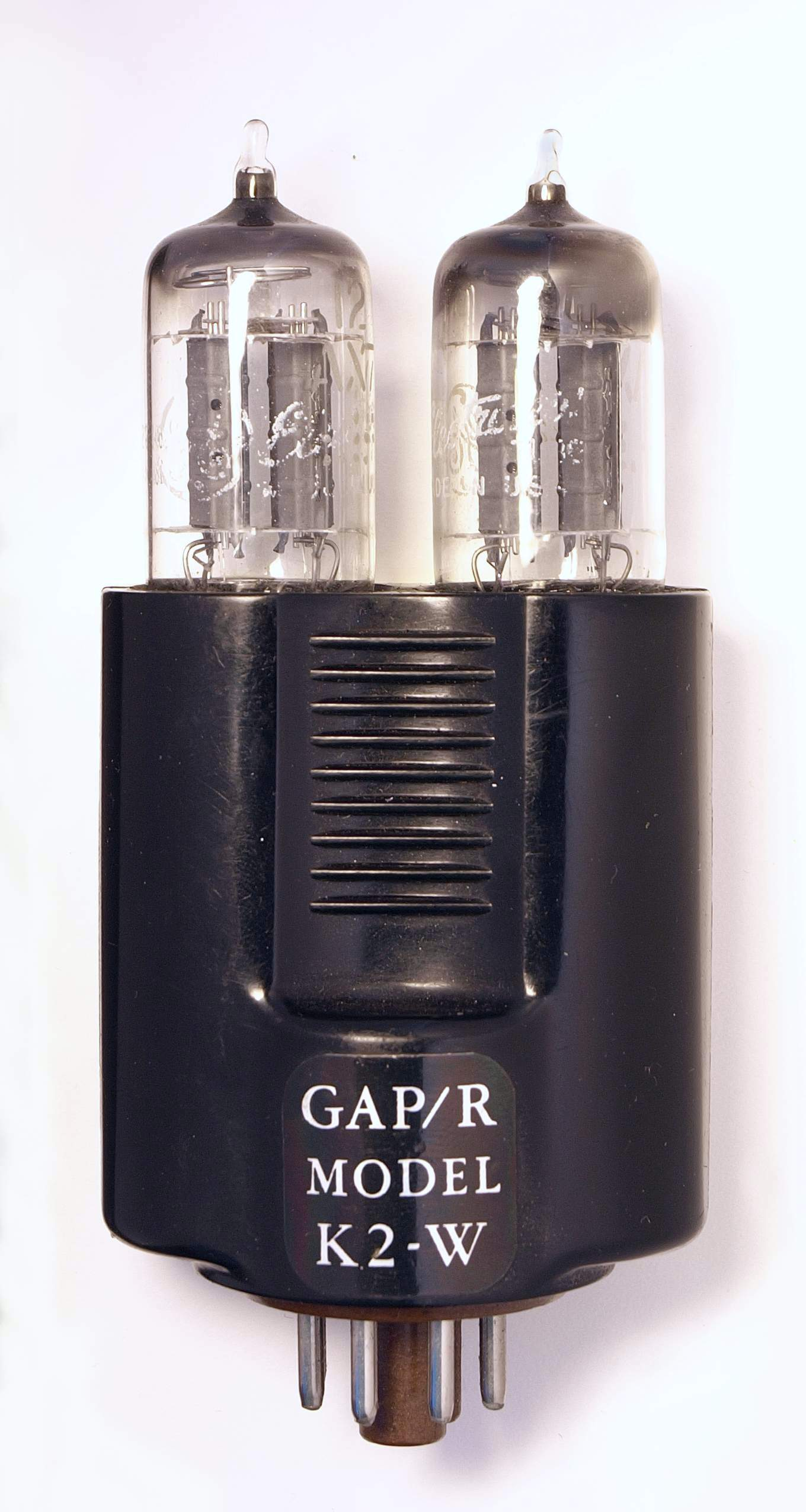
AOP à tubes K2-W.

Le premier AOP disponible en grande série fut le K2-W de la société GAP/R en janvier 1953,. À l'époque, le K2-W était vendu pour une vingtaine de dollars US. Le premier AOP intégré disponible en grande quantité, à la fin des années 1960, fut l'AOP bipolaire Fairchild μA709, créé par Bob Widlar en 1965. En 1968, le μA709 fut remplacé par le μA741 qui offrait de meilleures performances tout en étant plus stable et plus simple à mettre en œuvre,. Bien qu'offrant des performances similaires à celles de son principal concurrent le LM101 de National Semiconductor, le μA741 est devenu un standard car il disposait en interne d'une capacité de compensation rendant ainsi le μA741 plus simple à utiliser que le LM101. Le prix des AOP a beaucoup évolué à ses débuts durant les années 1960 : en 1963, le prédécesseur du μA709, le μA702, vaut entre 150  et   350 $ (dollars américains) ; en 1965, le µA709 est mis en vente à 70 $ l'unité, mais son prix baisse vite pour atteindre 5 $ en 1967 ; en 1969, le prix moyen d'un AOP était de 2 $. Ainsi, en six ans, le prix des AOP a été divisé par plus de cent tandis qu'ils sont de plus en plus performants, robustes et simples d'utilisation.

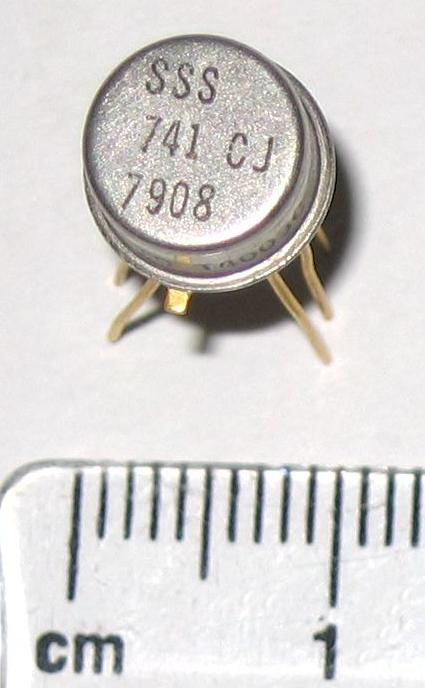
Un µA741 en boîtier TO5.

Le μA741 est encore fabriqué de nos jours et il est devenu omniprésent en électronique. Plusieurs fabricants produisent une version améliorée de cet AOP, reconnaissable grâce au « 741 » présent dans leur dénomination. Depuis, des circuits plus performants ont été développés, certains basés sur des JFET (fin des années 1970), ou sur des MOSFET (début des années 1980). La plupart de ces AOP modernes peuvent se substituer à un μA741, dans un circuit de conception ancienne, afin d'en améliorer les performances.
Les amplificateurs opérationnels sont disponibles sous des formats, brochages, et niveaux de tensions d'alimentation standardisés. Avec quelques composants externes, ils peuvent réaliser une grande variété de fonctionnalités utiles en traitement du signal. La plupart des AOP standard ne coûtent que quelques dizaines de centimes d'euro, mais un AOP discret ou intégré avec des caractéristiques non standard et de faible volume de production peut coûter plus de 100 euros pièce.
Les principaux fabricants d'amplificateurs opérationnels sont : Analog Devices, Linear Technology, Maxim, National Semiconductor, STMicroelectronics et Texas Instruments.

## Brochage

Brochage théorique d'un AOP

Un AOP dispose typiquement de deux entrées, deux broches d'alimentation et une sortie. L'entrée notée e+ est dite non inverseuse tandis que l'entrée e- est dite inverseuse, ceci en raison de leur rôle respectif dans les relations entrée/sortie de l'amplificateur. La différence de potentiel entre ces deux entrées est appelée tension différentielle d'entrée.
La broche d'alimentation positive repérée {\displaystyle V_{\mathrm {CC+} }} est parfois aussi appelée {\displaystyle V_{\mathrm {DD} }}, {\displaystyle V_{\mathrm {CC} }}, ou VS+. La broche d'alimentation négative repérée {\displaystyle V_{\mathrm {CC-} }} est parfois aussi appelée {\displaystyle V_{\mathrm {SS} }}, {\displaystyle V_{\mathrm {EE} }}, ou VS−. Le caractère doublé qui se trouve en indice de la lettre V fait référence au nom de la broche du transistor à laquelle cette alimentation sera généralement reliée.
Ainsi, les appellations {\displaystyle V_{\mathrm {CC} }} et {\displaystyle V_{\mathrm {EE} }} sont généralement réservées aux AOP bipolaires (C pour Collecteur et E pour Émetteur) tandis que les appellations {\displaystyle V_{\mathrm {DD} }} et {\displaystyle V_{\mathrm {SS} }} sont généralement réservées aux AOP à effet de champ (D pour Drain et S pour Source).
Suivant les applications, l'AOP peut aussi être doté de deux broches pour la compensation d'offset ainsi que d'une broche pour le réglage de la compensation fréquentielle.
Il existe des AOP possédant une sortie différentielle. De tels amplificateurs possèdent deux broches de sorties ainsi que quatre broches d'alimentation afin de pouvoir réaliser une isolation galvanique entre l'entrée et la sortie. Ces amplificateurs sont aussi appelés « amplificateurs d'isolement ».

## Amplificateur opérationnel parfait

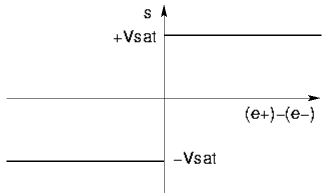
Caractéristique entrée sortie d'un amplificateur opérationnel parfait

La notion d'amplificateur opérationnel parfait ou idéal permet de raisonner sur le fonctionnement théorique de l'amplificateur opérationnel en s'affranchissant des  phénomènes parasites et des limitations inhérents à la réalité technologique des composants. Les progrès réalisés depuis les premiers AOP tendent, par l'amélioration constante des performances, à se rapprocher du modèle de l'AOP parfait.
L'amplificateur opérationnel parfait possède une impédance d'entrée, un gain en mode différentiel, une vitesse de balayage et une bande passante infinis alors que son gain de mode commun et son impédance  de sortie sont nuls. De plus, il n'a pas de tension d'offset ni de courant de polarisation,. En réalité le gain différentiel d'un amplificateur opérationnel variant fortement en fonction de la fréquence, il est courant de le considérer comme infini afin de simplifier les calculs. Il est aussi possible de considérer le gain d'un amplificateur opérationnel comme étant celui d'un intégrateur pur afin de se rapprocher du comportement réel de l'amplificateur.
Ces caractéristiques traduisent le fait que l'amplificateur opérationnel parfait ne perturbe pas le signal qu'il va amplifier et que sa tension de sortie dépend uniquement de la différence de tension entre ses deux entrées.
La présence d'un gain différentiel infini implique que la moindre différence de potentiel entre les deux entrées de l'amplificateur l'amènera à saturer. Si l'on ne désire pas que la tension de sortie de l'amplificateur soit uniquement limitée à ± Vsat suivant le signe de la différence de potentiel entre les deux entrées de l'amplificateur, l'utilisation d'une contre-réaction négative est obligatoire.
La contre-réaction sur l'entrée inverseuse (ou contre-réaction négative) d'un AOP permet de soustraire une partie du signal de sortie au signal d'entrée de l'amplificateur. Grâce à cette soustraction, la contre-réaction négative permet de garder une différence de potentiel nulle en entrée de l'amplificateur. On parle alors de mode linéaire car on peut faire varier la tension de sortie entre +Vsat et -Vsat suivant la tension appliquée en entrée de l'amplificateur. L'absence de contre-réaction ou une contre-réaction sur l'entrée non inverseuse (ou réaction positive) de l'AOP amènera l'amplificateur en saturation positive ou négative suivant le signal appliqué en entrée. On parle alors de mode comparateur (ou saturé).

### Mode linéaire - Application à un amplificateur non inverseur

Montage amplificateur non inverseur

Pour cette étude, l'amplificateur opérationnel utilisé est considéré parfait et fonctionne en « mode linéaire » car il utilise une contre-réaction sur l'entrée inverseuse de l'AOP. La contre-réaction sur l'entrée inverseuse permet d'effectuer une contre-réaction négative : toute augmentation de la tension de sortie va diminuer la tension différentielle d'entrée de l'AOP. Ainsi, la différence de tension entre les deux entrées de l'amplificateur est maintenue à zéro. De plus, l'impédance d'entrée étant infinie, aucun courant ne circule dans ces entrées. On retrouve donc la tension Ve en sortie du pont diviseur de tension non chargé formé par R2 et R1.
On obtient alors :
{\displaystyle V_{e}=V_{s}\times {R_{1} \over {R_{1}+R_{2}}}}
et donc :
{\displaystyle V_{\mathrm {s} }=V_{e}\times {R_{1}+R_{2} \over {R_{1}}}=V_{\mathrm {e} }\left(1+{R_{2} \over R_{1}}\right)}

### Mode saturé - Application à un comparateur à deux seuils non inverseur

Trigger de Schmitt non inverseur

Pour cette étude, on considérera que l'amplificateur opérationnel utilisé est parfait, et qu'il fonctionne en « mode comparateur » car il utilise une contre-réaction sur l'entrée non inverseuse de l'AOP. La contre-réaction sur l'entrée non inverseuse permet d'effectuer une contre-réaction positive : toute augmentation de la tension de sortie va augmenter la tension différentielle d'entrée de l'AOP. Le gain différentiel de l'amplificateur étant infini, la tension de sortie Vs ne peut valoir que +Vcc ou -Vcc suivant le signe de la tension différentielle Vdiff.
{\displaystyle V_{\text{diff}}=V_{e^{+}}-V_{e^{-}}=V_{e^{+}}=V_{e}\cdot {\frac {R_{2}}{R_{1}+R_{2}}}+V_{s}\cdot {\frac {R_{1}}{R_{1}+R_{2}}}}

Courbe entrée sortie d'un Trigger de Schmitt.

La tension Ve, annulant la tension différentielle Vdiff, vaut donc :
{\displaystyle V_{e}=-V_{s}\cdot {\frac {R_{1}}{R_{2}}}}
Suivant le signe de Vs, on peut définir une tension de basculement positif VT+ faisant passer la sortie Vs de -Vcc à +Vcc, et une tension de basculement négatif VT− faisant passer Vs de +Vcc à -Vcc :
Tension de basculement positif : {\displaystyle V_{\mathrm {T^{+}} }=V_{\mathrm {cc} }\left({R_{1} \over R_{2}}\right)}

Tension de basculement négatif : {\displaystyle V_{\mathrm {T^{-}} }=-V_{\mathrm {cc} }\left({R_{1} \over R_{2}}\right)}

T pour threshold, signifiant seuil.

## Amplificateur opérationnel réel

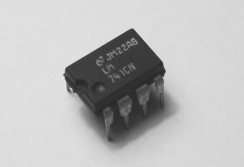
Amplificateur opérationnel LM741 en boîtier DIP 8

Bien que le modèle parfait de l'AOP permette de calculer la fonction de transfert et de comprendre la plupart des montages à base d'AOP, les AOP réels possèdent un certain nombre de limitations par rapport à ce modèle.
L'AOP présente les défauts suivants : présence d'un offset en entrée, influence de la tension de mode commun (moyenne arithmétique des tensions des deux entrées) sur la tension de sortie, impédance non nulle en sortie, impédance non infinie en entrée et variation du gain en fonction de la fréquence. De plus, la tension de sortie peut être influencée par des variations de tension d'alimentation et possède une vitesse de balayage finie.

### Gain différentiel et de mode commun

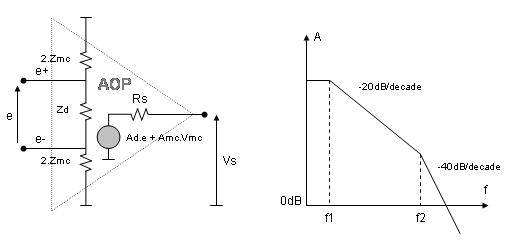
Caractérisation réelle d'un AOP

Le gain différentiel Gdiff d'un AOP réel est fini et varie en fonction de la fréquence. Pour un AOP compensé, la variation en fréquence du gain différentiel peut être assimilée à celle d'un système passe-bas du premier ordre dont le produit gain-bande passante est constant :
{\displaystyle G_{\text{diff}}={\frac {G_{0}}{1+j{\frac {f}{f_{1}}}}}}
Avec G0 le gain continu et f1, la fréquence de coupure à 3 dB. Le gain G0 vaut généralement entre 100 et 130 dB pour un AOP de précision et entre 60 et 70 dB pour un AOP rapide. Pour les applications nécessitant une bande passante plus importante, il existe des AOP sous-compensés ou, plus rarement, non compensés. Pour ces amplificateurs, le constructeur précise le gain minimal pour lequel l'AOP reste inconditionnellement stable (pour plus d'informations, se référer au paragraphe compensation fréquentielle).
La tension de sortie d'un AOP ne dépend pas uniquement de la différence de tension entre ces deux entrées, elle dépend aussi de la moyenne de ces deux entrées (ou tension de mode commun). La relation entrée sortie d'un AOP s'établit ainsi :
{\displaystyle V_{s}=G_{\text{diff}}\times (V_{e^{+}}-V_{e^{-}})+G_{mc}{\frac {V_{e^{+}}+V_{e^{-}}}{2}}}
Avec Gmc, le gain en mode commun. Afin de définir la capacité de l'amplificateur à rejeter le mode commun, on définit le taux de réjection du mode commun (TRMC) :
{\displaystyle TRMC={\frac {G_{\text{diff}}}{G_{mc}}}}
Le TRMC en continu varie entre 70 et 130 dB suivant l'amplificateur, mais il diminue fortement avec l'augmentation de la fréquence et est aussi dépendant des tensions d'alimentation.

### Impédances d'entrée et de sortie

Modélisation d'un AOP comprenant les impédances d'entrées et de sortie

L'impédance d'entrée d'un AOP est due aux transistors d'entrées de celui-ci. L'entrée d'un AOP peut être modélisée par trois résistances : deux résistances de mode commun et une résistance différentielle. Les résistances de mode commun sont reliées entre une des deux entrées et le zéro tandis que la résistance différentielle est disposée entre les deux entrées différentielles. Ces résistances ont des valeurs comprises entre 105 et 1012 Ω suivant la technologie des transistors utilisés.
De plus, il existe en parallèle de chacune de ces résistances un condensateur dont la valeur peut varier de quelques pico Farad à 25 pF. Ces condensateurs font chuter l'impédance d'entrée de l'amplificateur à haute fréquence. L'utilisation d'une boucle de contre-réaction multiplie l'impédance d'entrée par le gain, cette boucle permettant ainsi de diminuer l'effet de ces condensateurs sur le gain en haute fréquence. Les sources possédant aussi des capacités parasites faisant baisser leurs impédances en hautes fréquences, l'effet de l'impédance d'entrée d'un AOP, alimenté par une source de faible résistance, sur le système peut généralement être négligé,.
Pour les AOP utilisant une contre-réaction en courant, l'impédance de l'entrée non inverseuse peut elle aussi être modélisée par une résistance comprise entre 105 et 109 Ω en parallèle avec un condensateur. L'entrée inverseuse peut être modélisée, quant à elle, par une charge réactive (condensateur ou inductance suivant l'AOP) en série avec une résistance comprise entre 10 et 100 Ω,.
L'impédance de sortie, notée RS, d'un AOP n'est pas nulle. Elle vaut entre 50 et 200 Ω. Cette impédance de sortie se traduit par une chute de la tension de sortie au fur et à mesure que le courant de charge augmente. Dans un montage utilisant une contre-réaction, l'impédance de sortie se trouve divisée par le gain de la boucle de contre-réaction ce qui permet de la ramener à une valeur proche du zéro idéal.

### Tension de décalage et courants d'entrée

Conséquence de l'offset (Ua=Vs).

Lorsqu'un amplificateur opérationnel ne reçoit aucun signal sur ses entrées (lorsque ses entrées sont toutes les deux réunies à zéro), il subsiste généralement une tension continue de décalage de la tension de sortie vis-à-vis de zéro. Ce décalage (ou offset) provient de deux phénomènes : la tension de décalage propre aux circuits internes de l'AOP d'une part, et l'influence des courants de polarisation de la paire différentielle des transistors d'entrée sur le circuit extérieur d'autre part.
La tension de décalage représente la différence de tension qu'il faudrait appliquer entre les deux entrées d'un AOP en boucle ouverte, quand on a relié une des entrées au zéro, pour avoir une tension de sortie nulle. Cette tension d'offset peut être représentée en série avec l'entrée non inverseuse ou inverseuse.

Modélisation d'un AOP comprenant les courants de polarisation et la tension de décalage

Ce défaut provient des imperfections technologiques de l'amplificateur opérationnel. Elles se traduisent par un déséquilibre en tension, lié par exemple aux dissymétries de VBE des transistors de l'étage différentiel d'entrée dans un AOP à transistors bipolaires. D'autres imperfections, comme les dissymétries de gain et de composants internes s'ajoutent aux causes de ce déséquilibre. En effet l'erreur en sortie peut s'écrire comme le produit du gain par la tension de décalage d'entrée, plus la tension de décalage de l'amplificateur de sortie. Suivant le montage de l'AOP et le gain désiré, l'erreur de l'étage d'entrée ou celle de l'étage de sortie sera prépondérante. Dans un amplificateur de mesure, le gain peut être important, rendant prépondérante l'erreur due à l'étage d'entrée. Dans le cas de montages à faible gain, la tension de décalage de l'étage de sortie devra être prise en compte. Les amplificateurs de précision sont ajustés par laser pour limiter ce décalage. Certains amplificateurs proposent également d'annuler la tension de décalage par utilisation d'un potentiomètre externe.
Pour les AOP standard, la tension de décalage vaut entre 50  et   500 µV, mais elle varie de 1 µV pour les amplificateurs de type chopper à 50 mV pour les moins bons AOP CMOS. Généralement, les AOP de type bipolaire sont ceux qui offrent les tensions de décalage les plus faibles, en particulier lorsque les transistors de l'étage différentiel d'entrée sont parfaitement appariés. La tension d'offset est dépendante de la température. Ceci est un critère important influant sur les performances des montages, en particulier intégrateurs. Selon les modèles d'AOP elle varie de quelques dizaines de µV/°C pour les AOP classiques à 0,1 µV/°C pour les AOP de précision. L'influence du vieillissement sur la tension de décalage est également à prendre en considération dans le cas de montages de précision.
Les courants traversant chacune des entrées de l'AOP lorsqu'aucun signal ne lui est appliqué proviennent des courants de polarisation des transistors d'entrée. On définit un courant de polarisation qui est la moyenne entre les courants de polarisation traversant les deux entrées et un courant de décalage dit « courant d'offset » qui est la différence entre les courants de polarisation traversant les deux entrées. Le courant de polarisation peut varier de 60 fA à plusieurs µA. Le courant d'offset est lui aussi dépendant de la température. Il peut varier de quelques dizaines de nA/°C à quelques pA/°C, voire des valeurs encore inférieures.

### Vitesse de balayage

Effet du slew-rate : en rouge la tension désirée, en vert la tension obtenue

La vitesse de balayage (ou slew rate) représente la vitesse de variation maximale de tension que peut produire un amplificateur. Lorsque la vitesse de variation du signal de sortie d’un amplificateur est supérieure à sa vitesse de balayage, sa tension de sortie est une droite de pente {\displaystyle \mathrm {SR} }.
{\displaystyle \mathrm {SR} =\max \left({\frac {dv_{s}(t)}{dt}}\right)}.
La vitesse de balayage est exprimée en V/µs.
Dans un AOP, le slew-rate dépend généralement du courant maximum que peut fournir l'étage différentiel. L'étage différentiel fournit à l'étage d'amplification de tension un courant proportionnel à la différence de tension entre les deux entrées. Ce courant sert majoritairement à charger la capacité de compensation interne C présente dans l'étage d'amplification en tension. La relation courant / tension est alors celle d'un condensateur :
{\displaystyle i=C{\frac {dV_{c}}{dt}}}
Le courant maximum que peut fournir l'étage d'entrée étant égal à deux fois le courant de polarisation {\displaystyle {{\text{I}}_{C0}}} traversant le collecteur d'un des transistors d'entrée, le slew-rate peut s'obtenir de la façon suivante :
{\displaystyle \mathrm {SR} ={\frac {2I_{C0}}{C}}}
Pour un µA741, le courant de polarisation {\displaystyle {{\text{I}}_{C0}}} = 10 µA et la capacité de compensation interne C = 30 pF ce qui donne une vitesse de balayage de 0,67 V/µs et est en accord avec ce qui peut être mesuré. Si l'AOP ne possède pas de capacité de compensation, le slew-rate est déterminé par les capacités parasites internes à l'AOP. De tels AOP possèdent un slew-rate et une bande passante plus importante que les AOP compensés, mais ils ne sont pas stables lors d'une utilisation en suiveur.
Les AOP BiFET rapides compensés en fréquence, série TL071 - TL081 et dérivés, ont des slew-rate plus élevés, de l'ordre de 10 à 20 V/µs.

### Caractéristiques
| Propriété                                          | Ordre de grandeur | Bipolaire (LM741), | BiFET (TL081), | Bimos (CA3140) | Cmos (LMC6035) |
| -------------------------------------------------- | ----------------- | ------------------ | -------------- | -------------- | -------------- |
| Amplification Adiff=Vs/(V+-V−)                     | > 105             | 2*105              | 2*105          | 105            | 106            |
| Gain Gdiff=20.log(Adiff)                           | > 100             | 106                | 106            | 100            | 120            |
| Impédance d'entrée Re (Ω)                          | > 105             | 2*106              | 1012           | 1,5*1012       | > 1013         |
| Impédance de sortie Rs (Ω)                         | < 200             | 75                 | 100            | 60             |                |
| Fréquence de coupure f1                            | 10 Hz             |                    |                | ~20 Hz         |                |
| Courants de fuite I+, I-                           | < 500 nA          | 80 nA              | 30 pA          | 10 pA          | 0,02 pA        |
| Tension d'offset Voff (mV)                         | < 10              | 1                  | 3              | 8              | 0,5            |
| TRMC Gdiff/Gmc (dB)                                | > 70              | 90                 | 86             | 90             | 96             |
| Tension de bruit (nV/{\displaystyle {\sqrt {Hz}}}) |                   |                    | 18             | 40             | 27             |

## Compensation de l'offset d'entrée

### Courant de polarisation

Réduction de l'offset due aux courants de polarisation.

Les courants de polarisation (notés {\displaystyle {{\text{I}}_{e-}}} et {\displaystyle {{\text{I}}_{e+}}} sur la figure ci-contre) créent une chute de tension aux bornes des composants du circuit, créant ainsi une tension d'offset. Il est possible de réduire cette tension d'offset en insérant entre le zéro et l'entrée non inverseuse une résistance R3 de même valeur que la résistance équivalente du circuit vue de l'entrée inverseuse. De cette façon, on crée une chute de tension équivalente entre les deux entrées de l'AOP.

### Tension d'offset
La tension d'offset est directement amplifiée par le montage. Ainsi, un AOP ayant un offset de 10 mV qui est utilisé dans un montage ayant un gain en tension de 100, possédera un offset de 1 V en sortie. Sur les AOP possédant un réglage de zéro, on peut annuler cet offset en reliant un potentiomètre aux  broches appropriées. Si l'AOP n'est pas doté de broches de réglage du zéro (en particulier le cas des boîtiers intégrant plusieurs AOP), il faut alors passer par un montage externe afin d'annuler cet offset. Cette façon de faire permet également de s'affranchir des différences de mode de réglage de l'offset prévues par les constructeurs selon les types d'AOP, et donc d'améliorer l'interchangeabilité.
Quelle que soit la méthode de compensation d'offset choisie, celui d'un AOP varie avec sa température et certaines méthodes peuvent augmenter cette variation, voire l'annuler.

## Compensation fréquentielle

Influence de la compensation interne sur les performances en boucle ouverte d'un AOP.

Chaque étage d'un amplificateur possède une résistance de sortie et une capacité en entrée. Ainsi, chaque étage d'un amplificateur se comporte comme un filtre passe-bas du premier ordre pour son prédécesseur. C'est ce qui explique les variations de gain et de phase en fonction de la fréquence dans un AOP. Les AOP étant généralement composés d'au moins trois étages d'amplification, ils se comportent en boucle ouverte comme un filtre passe-bas du troisième ordre. Or, dans un AOP le gain continu est tel que l'amplificateur possède encore un gain en boucle ouverte supérieur à 1 lorsque le déphasage vaut 180°, ce qui peut poser des problèmes de stabilité lors d'une utilisation en boucle fermée.
Afin que l'amplificateur soit stable même lors d'une utilisation en suiveur, les performances de la plupart des AOP sont dégradées par l'ajout d'un condensateur à l'intérieur de l'AOP afin d'assurer une marge de phase suffisante lors d'une utilisation en suiveur. De tels amplificateurs sont inconditionnellement stables, mais leurs performances ne sont pas forcément suffisantes pour toutes les applications.
Pour les applications nécessitant un produit gain-bande plus important, il existe des AOP non compensés ou sous-compensés qui offrent de meilleures performances mais dans ce cas, c'est au concepteur du circuit d'effectuer ou non une compensation externe afin que l'amplificateur soit stable pour son application.

## Contre-réaction
La contre-réaction soustrait au signal d’entrée une image réduite du signal de sortie avant de l’amplifier. Son principal effet est de diminuer le gain du système. Cependant, les distorsions dues à l’amplificateur sont elles aussi soustraites au signal d’entrée. De cette façon, l’amplificateur amplifie une image réduite et inversée des distorsions, ce qui permet d'en diminuer le taux, de linéariser la courbe de réponse tension / fréquence, et d'augmenter la bande passante. La contre-réaction permet aussi de compenser les dérives thermiques ou la non-linéarité des composants. La contre-réaction est aussi utilisée pour définir précisément le gain ainsi que la bande passante et de nombreux autres paramètres d'un montage amplificateur.
Il existe deux types de contre-réactions : la contre-réaction en tension et la contre-réaction en courant. Les amplificateurs utilisant une contre-réaction en courant sont aussi appelés « amplificateur transimpédance », mais ce terme est aussi utilisé pour les convertisseurs courant / tension qui peuvent utiliser des amplificateurs à contre-réaction en courant ou des amplificateurs à contre-réaction en tension.
Le premier brevet concernant les amplificateurs à contre-réaction en courant a été déposé en 1983 par David Nelson et Kenneth Saller. Avant cette date, tous les amplificateurs utilisaient une contre-réaction en tension. L'utilisation d'une contre-réaction en courant permet de réaliser des AOP plus rapides et générant moins de distorsions. Le principal défaut des amplificateurs à contre-réaction en courant est qu'ils possèdent une tension d'offset plus importante que leurs homologues à contre-réaction en tension. Ce défaut les rend moins adaptés à la fabrication d'amplificateurs à fort gain ou d'amplificateurs d'instrumentation.
Les AOP utilisant une contre-réaction en courant sont tous des amplificateurs bipolaires. De par leur conception, ils possèdent une forte impédance d'entrée pour l'entrée non inverseuse et une faible impédance pour l'entrée inverseuse (celle utilisée principalement comme entrée du signal dans les montages amplificateurs). Pour les amplis à contre-réaction en courant, le gain en boucle ouverte se mesure en ohms et non plus en V/V comme pour les AOP standard. De la faible impédance de l'entrée non inverseuse découle également une grande immunité vis-à-vis des bruits parasites dans les montages amplificateurs.

## Fonctionnement interne

Schéma simplifié d'un AOP

Les AOP sont généralement constitués d'au moins trois étages : un étage différentiel (en jaune sur la figure), un ou plusieurs étages d'amplification de la tension (en orange) et un buffer de tension (en bleu). L'étage différentiel d'entrée est généralement constitué d'une paire différentielle. Il fournit l'amplification différentielle entre les deux entrées ainsi que la haute impédance d'entrée. L'étage différentiel peut comporter un système de compensation des courants de polarisation. Dans ce cas, la base de chaque transistor d'entrée est reliée au collecteur d'un transistor qui fournit alors le courant nécessaire à la polarisation de la paire différentielle d'entrée. L'étage d'amplification est généralement un amplificateur de fort gain et de classe A. La capacité présente dans l'étage d'amplification de tension permet d'effectuer la compensation fréquentielle. Le buffer de tension qui sert d'étage de sortie, possède un gain en tension de un. Il permet à l'amplificateur de fournir des courants importants en sortie avec une faible impédance de sortie. Il inclut aussi les limitations de courant ainsi que les protections contre les courts-circuits.

### Exemple de schéma interne: le 741

Schéma interne d'un 741,,

En bleu l'étage différentiel d'entrée, en rouge les miroirs de courant, en cyan l'étage de sortie, en magenta  l'étage d'amplification en tension et en vert le dispositif de polarisation de l'étage de sortie.

#### Les sources de courant
Les trois sections du schéma cerclées de rouge sont des miroirs de courant. Un miroir de courant est un montage électronique constitué de deux transistors. Le terme de miroir de courant provient du fait que chacun de ces deux transistors est parcouru par le même courant quelle que soit la tension à ses bornes.
Le miroir de courant formé par Q10 et Q11 est un « miroir de courant de Widlar ». La présence de la résistance de 5 kΩ permet de diminuer le courant traversant Q10 par rapport à celui traversant Q11.
Les miroirs de courant formés par Q10-Q11 et Q12-Q13 permettent aux transistors Q11 et Q12 d'être parcourus par un courant uniquement lié à celui traversant la résistance de 39 kΩ et cela quelle que soit la tension à leurs bornes. Le courant traversant la résistance de 39 kΩ dépendant uniquement de la tension d'alimentation de l'AOP, les transistors Q10 et Q13 se comportent donc comme des sources de courant vis-à-vis de la partie du montage à laquelle ils sont rattachés.

#### L'étage différentiel
L'étage différentiel d'entrée de cet amplificateur est entouré de bleu sur la figure ci-dessus. Les transistors Q1 à Q4 forment l'amplificateur différentiel d'entrée. Les entrées de cet étage se font sur les bases des transistors Q1 et Q2. L'entrée non inverseuse se fait sur la base du transistor Q1 tandis que l'entrée inverseuse se fait sur la base du transistor Q2.
Le courant fourni par le transistor Q8 étant indépendant de la tension à ses bornes, il agit comme une source de courant pour la paire différentielle formée par les transistors Q3 et Q4, dont la polarisation est de type base commune. Les transistors Q1 et Q2 réalisent une adaptation d'impédance (polarisation en émetteur suiveur ou encore collecteur commun) afin de minimiser les courants de polarisation prélevé sur les entrées de l'amplificateur. L'utilisation d'une source de courant comme charge à une paire différentielle, permet d'améliorer le taux de réjection du mode commun du montage.
Les transistors Q5 et Q6 forment un miroir de courant. L'utilisation d'un miroir de courant permet de s'assurer que les deux branches de l'amplificateur différentiel sont parcourues par le même courant de polarisation. Le transistor Q7 permet d'augmenter les performances du miroir de courant en diminuant le courant prélevé à Q3 pour alimenter les bases des transistors Q5 et Q6.

#### L'étage d'amplification en tension
L'étage d'amplification de cet amplificateur est entouré de magenta sur la figure ci-dessus. Il est constitué des transistors Q15 et Q19 montés en configuration « Darlington ». Cet amplificateur fonctionne en classe A afin d'amplifier avec le moins de distorsion possible le signal provenant de l'étage différentiel. La capacité de 30 pF permet d'effectuer une contre-réaction locale aux bornes de l'étage d'amplification en tension et ainsi d'assurer la compensation fréquentielle de l'AOP.

#### L'étage de sortie
L'étage de puissance de sortie est entouré de cyan sur la figure ci-dessus. Il est constitué d'un push-pull de classe AB (Q14 et Q20). La polarisation du push-pull est assurée par le multiplicateur de VBE entouré de vert sur la figure.
La résistance de 25 Ω sert de sonde de courant pour le courant de sortie traversant le transistor Q14. La tension aux bornes de cette résistance commande directement le transistor Q17. Ainsi, la tension aux bornes de la résistance de 25 Ω se trouve limitée à la tension base-émetteur « de seuil » du transistor (environ 0,6 V à 20 °C). Une fois cette tension atteinte, le transistor Q17 entre en conduction, limitant ainsi le courant de base du transistor Q14 et donc, le courant de sortie. Pour une tension base-émetteur maximum de 0,6 V on obtient une limitation du courant de sortie à 25 mA. La limitation du courant traversant Q20 reprend le même principe que celle du transistor Q14. Elle se fait par l'intermédiaire de la tension base-émetteur du transistor Q14, de la tension émetteur-collecteur du transistor Q16 et de la résistance de 50 Ω.
Les résistances de 25 et 50 Ω reliées à l'émetteur des transistors Q14 et Q20 permettent aussi d'éviter leur emballement thermique. En effet, plus la température d'un transistor bipolaire augmente, plus son gain en courant β augmente. Cette augmentation de β se traduit par une augmentation du courant traversant le transistor et donc une augmentation de la température du composant, qui va à son tour augmenter le courant traversant le transistor et ainsi de suite jusqu'à la défaillance de celui-ci. Le montage décrit ci-dessus permet dans une large mesure d'éviter cela. Dans la zone de fonctionnement ou, par exemple pour Q14, Q17 entre en conduction, l'étage final se comporte comme un générateur de courant constant (25 mA dans l'exemple), limitant la puissance dissipée du transistor de sortie. Il en est de même pour Q20.

## Applications
L'AOP est un composant très présent dans les montages analogiques : 
- réalisation de filtres actifs : les filtres à base d'AOP permettent d'atteindre des précisions plus importantes que des filtres passifs ;
- amplification de signaux : l'AOP est à la base de nombreux schémas permettant le conditionnement des capteurs, on parle alors du domaine d'instrumentation ;
- réalisation de calculs analogiques : malgré les progrès du traitement numérique, l'AOP reste utilisé pour réaliser des calculs analogiques : addition/soustraction, gain, multiplication, intégration/dérivation. Il peut être utilisé par exemple en automatique pour réaliser des asservissements, des régulateurs PID, etc.

### En français
- J.F. Gazin, Manuel d'applications C.I.L. – Les amplificateurs opérationnels, t. I, Thomson-Sescosem, 1971
- Michel Girard, Amplificateurs Opérationnels, vol. 1 : Présentation, Idéalisation, Méthode d'étude, Auckland/Bogota/Paris, McGraw-Hill, 1989, 198 p. (ISBN 2-7042-1194-9)
- Michel Girard, Amplificateurs Opérationnels, vol. 2 : Technologie, Caractéristique, Utilisation, Auckland/Bogota/Paris, McGraw-Hill, 1989, 198 p. (ISBN 2-7042-1186-8)
- Paul Horowitz et Winfield Hill (trad. de l'anglais), Traité de l’électronique analogique et numérique [« The Art of Electronics »], vol. 1 : Techniques analogiques, Nieppe, Publitronic, 1996, 538 p. (ISBN 2-86661-070-9)
- Tran Tien Lang, Électronique analogique des circuits intégrés, Paris/Milan/Barcelone, Masson, 1997, 396 p. (ISBN 2-225-85306-1)
- Albert Paul Malvino, David J. Bates, Principes d’électronique [« Electronic principles »], Dunod, 2002 (ISBN 2-10-005810-X)6e édition (traduction de la 6e édition de l’ouvrage anglais)

### En anglais
- (en) Jerald G. Graeme, Applications of Operational Amplifiers : Third Generation Techniques (The Burr-Brown electronics series), Mcgraw-Hill, 1973, 233 p. (ISBN 0-07-023890-1 et 978-0070238909)
- (en) Jerald G. Graeme, Designing With Operational Amplifiers : Applications Alternatives (The Burr-Brown electronics series), Mcgraw-Hill, 1976, 269 p. (ISBN 0-07-023891-X et 978-0070238916)
- (en) Ron Mancini, Op Amps for Everyone, Newnes, 2003 (ISBN 0-7506-7701-5 et 978-0750677011, lire en ligne)
- (en) Walt Jung, Op Amp Applications Handbook, Newnes, 2004 (ISBN 0-7506-7844-5 et 978-0750678445, lire en ligne)
- (en) Albert Paul Malvino, David J. Bates, Electronic principles, McGraw-Hill Science, 2006, 1116 p. (ISBN 0-07-322277-1 et 0071108467)seventh edition